# 小阿肯色河
小阿肯色河（英語：Little Arkansas River）是北美中央大平原上的一条河，是阿肯色河的一条支流，其全长123-英里（198-），位于美国堪薩斯州。